# The Weak's End
The Weak's End är det första fullängdsalbumet från gruppen Emery.

## Låtlista
1. "Walls" (3:23)
2. "The Ponytail Parades" (4:05)
3. "Disguising Mistakes with Goodbyes" (3:20)
4. "By All Accounts (Today Was a Disaster)" (4:06)
5. "Fractions" (5:14)
6. "The Note from Which a Chord Is Built" (hade namnet "Untitled" på originalutgåvan) (2:28)
7. "Bloodless" (4:22)
8. "Under Serious Attack" (3:47)
9. "As Your Voice Fades" (4:02)
10. "The Secret" (5:58)

Alla sånger skrivna av Emery.

## Medverkande
- Ed Rose – produktion, inspelning
- Troy Glessner – mastering
- JR McNeely – mixning
- Zach Hodges – ytterligare mixning
- Kris McCaddon – fotografi